# メトキシケイ皮酸エチルヘキシル
メトキシケイ皮酸エチルヘキシル（Ethylhexyl methoxycinnamate）とは、有機化合物の一種で、trans-4-メトキシケイ皮酸と2-エチルヘキサン-1-オールのエステルである。オクチノキサート（octinoxate）とも呼ばれる（米国一般名）。

## 性質
メトキシケイ皮酸エチルヘキシルは、波長280 nmから320 nmまでの紫外域に吸収を持つので、日焼け止め剤（紫外線吸収剤）として用いられることがある。E体のメトキシケイ皮酸エチルヘキシルは上記の波長の紫外線を吸収すると、Z体への異性化が起こり、あまり紫外線を吸収しなくなる。

## 立体化学
メトキシケイ皮酸エチルヘキシルは、1個の不斉炭素および1個の二重結合を含み、以下の4個の立体異性体を有する。
| メトキシケイ皮酸エチルヘキシルの鏡像および幾何異性体 | メトキシケイ皮酸エチルヘキシルの鏡像および幾何異性体 | メトキシケイ皮酸エチルヘキシルの鏡像および幾何異性体 |
| ---------------------------------------------------- | ---------------------------------------------------- | ---------------------------------------------------- |
|                                                      | R体                                                  | S体                                                  |
| E体                                                  |                                                      |                                                      |
| Z体                                                  |                                                      |                                                      |

## 危険性
日焼け止めにしばしば用いられる化合物として、オキシベンゾン、オクトクリレンやスリソベンゾンが挙げられる。これら3つの化合物と同様に、メトキシケイ皮酸エチルヘキシルもまたヒトの皮膚から吸収され、皮膚に障害を引き起こす場合があることが判明した。この他に、メトキシケイ皮酸エチルヘキシルには女性ホルモン様作用（内分泌攪乱作用）が存在する可能性が示唆されており、特に、女性ホルモンなどに感受性の高い子供や妊婦への影響が懸念されている。ただし、これは動物実験の結果であってヒトへの影響が確認されたわけではない。一方、強い紫外線は皮膚がんになる危険性を上げるなど、様々な害が知られており、上記のような危険があったとしても、強い紫外線に肌が直接長時間曝されるような状況などにおいては、日焼け止めを使用することの利点の方が上回ることもあるとする考えもある。しかしながら、日焼け止めが皮膚に障害を与え得る状況を防ぐ手法が開発されるまでは、例えば太陽光の下では皮膚の露出を避けるなど、日焼け止めを使用する以外の紫外線防御法を利用することも考えるべきである。
人体への影響以外には、オキシベンゾンなどと同じく、サンゴの白化を引き起こすことが懸念されている。
健康・環境への影響や代替成分については、記事「サンスクリーン剤」も参照のこと。